# Tiefseehügel
Ein Tiefseehügel ist ein kleiner Hügel, der sich über dem Boden einer Tiefseeebene erhebt. Die Hügel bedecken 30 % der Meeresböden und sind die häufigsten geomorphen Strukturen auf der Erde. Die Tiefseehügel haben relativ scharf begrenzte Kanten und erreichen Höhen von nicht mehr als ein paar hundert Metern. Ihre Breite kann von einigen hundert Metern bis mehreren Kilometern reichen. Eine Region der Tiefseeebene, die von solchen Hügelstrukturen bedeckt ist, wird als Tiefseehügelprovinz bezeichnet. Tiefseehügel können aber auch in kleinen Gruppen oder isoliert auftreten.
Am häufigsten kommen Tiefseehügel auf dem Boden des Pazifiks vor. Diese sind in der Regel 50 bis 300 Meter hoch, zwei bis fünf Kilometer breit und 10 bis 20 Kilometer lang. Sie können entlang den Flanken des Ostpazifischen Rückens als Horste oder Gräben gebildet werden, die sich dann im Laufe der Zeit ausdehnen. Tiefseehügel können auch Gebiete mit dickerer ozeanischer Kruste sein, die in Zeiten erhöhter Magma-Produktion am Mittelozeanischen Rücken entstanden sind.